# Anastrophyllum leucostomum
Anastrophyllum leucostomum là một loài rêu trong họ Anastrophyllaceae. Loài này được Taylor Stephani mô tả khoa học đầu tiên năm 1893.